# Igor Orlikowski
Igor Orlikowski (ur. 9 lutego 2006 w Krotoszynie) – polski piłkarz grający na pozycji obrońcy w klubie Zagłębie Lubin.

## Kariera juniorska
Orlikowski grał jako junior w Akademii Talentów Krotoszyn (do 2019) i w Zagłębiu Lubin (2019–2022).

## Kariera seniorska

### Zagłębie II Lubin
Orlikowski zadebiutował w rezerwach Zagłębia Lubin 8 kwietnia 2023 w meczu z Radunią Stężyca (1:1). Ostatecznie w ich barwach wystąpił 28 razy, nie zdobył żadnej bramki.

### Zagłębie Lubin
Orlikowski został przeniesiony do pierwszej drużyny Zagłębia Lubin 13 lipca 2023. Zadebiutował u nich 20 lipca 2024 w meczu z Legią Warszawa (0:2). Pierwszą bramkę zdobył 2 sierpnia 2024 w wygranym 1:0 spotkaniu przeciwko Puszczy Niepołomice.

## Kariera reprezentacyjna

### Polska U-16
Orlikowski zadebiutował w reprezentacji Polski U-16 12 października 2021 w meczu z Litwą (7:0). Rozegrał dla niej 9 meczów, nie strzelił żadnego gola.

### Polska U-17
Orlikowski zaliczył debiut w kadrze Polski U-17 23 września 2022 w wygranym 5:2 spotkaniu przeciwko Uzbekistanowi. W 2023 został powołany na Mistrzostwa Europy U-17. Wystąpił na nich w spotkaniach z Irlandią (5:1), Węgrami (5:3), Serbią (3:2) i Niemcami (3:5). Zajął wtedy ze swoją kadrą 3. miejsce na tym turnieju. W październiku 2023 otrzymał powołanie na Mistrzostwa Świata U-17. W nich zaliczył występy we wszystkich trzech meczach fazy grupowej: z Japonią (0:1), Senegalem (1:4) i Argentyną (0:4). Ostatecznie w jej barwach wystąpił 18 razy, nie zdobył żadnej bramki.

### Polska U-18
Orlikowski zadebiutował w reprezentacji Polski U-18 13 października 2018 w meczu ze Słowacją (4:0). Rozegrał dla niej 5 meczów, nie strzelił żadnego gola.

### Polska U-19
Orlikowski zaliczył debiut w kadrze Polski U-19 5 września 2024 w wygranym 2:0 spotkaniu przeciwko Kazachstanowi. Pierwszego gola strzelił 9 października 2024 w meczu z Gibraltarem (6:0).

## Statystyki

### Klubowe
(aktualne na dzień 5 czerwca 2025)
| Klub               | Sezon              | Liga               | Liga  | Liga   | Puchar kraju | Puchar kraju | Suma  | Suma   |
| Klub               | Sezon              | Liga               | Mecze | Bramki | Mecze        | Bramki       | Mecze | Bramki |
| ------------------ | ------------------ | ------------------ | ----- | ------ | ------------ | ------------ | ----- | ------ |
| Zagłębie Lubin II  | 2022/23            | II liga            | 4     | 0      | 0            | 0            | 4     | 0      |
| Zagłębie Lubin II  | 2023/24            | II liga            | 22    | 0      | 0            | 0            | 22    | 0      |
| Zagłębie Lubin II  | 2024/25            | II liga            | 2     | 0      | 0            | 0            | 2     | 0      |
| Zagłębie Lubin II  | Ogólnie            | Ogólnie            | 28    | 0      | 0            | 0            | 28    | 0      |
| Zagłębie Lubin     | 2024/25            | Ekstraklasa        | 26    | 3      | 0            | 0            | 26    | 3      |
| Zagłębie Lubin     | Ogólnie            | Ogólnie            | 26    | 3      | 0            | 0            | 26    | 3      |
| Ogólnie w karierze | Ogólnie w karierze | Ogólnie w karierze | 54    | 3      | 0            | 0            | 54    | 3      |

### Reprezentacyjne
(aktualne na dzień 5 czerwca 2025)
| Reprezentacja      | Rok                | Mecze | Bramki |
| ------------------ | ------------------ | ----- | ------ |
| Polska U-16        | 2021               | 4     | 0      |
| Polska U-16        | 2022               | 5     | 0      |
| Ogólnie            | Ogólnie            | 9     | 0      |
| Polska U-17        | 2022               | 5     | 0      |
| Polska U-17        | 2023               | 13    | 0      |
| Ogólnie            | Ogólnie            | 18    | 0      |
| Polska U-18        | 2023               | 3     | 0      |
| Polska U-18        | 2024               | 2     | 0      |
| Ogólnie            | Ogólnie            | 5     | 0      |
| Polska U-19        | 2024               | 9     | 1      |
| Polska U-19        | 2025               | 3     | 0      |
| Ogólnie            | Ogólnie            | 12    | 1      |
| Ogólnie w karierze | Ogólnie w karierze | 44    | 1      |

## Sukcesy

### Reprezentacyjne
- Mistrzostwa Europy U-17 (3. miejsce): 2023